# Helmuth Stöberl
Helmuth Stöberl (* 1930 in Bayern; † 2. März 2023) war gelernter Schreiner und als schiffsbautechnischer Autodidakt Bootskonstrukteur.

## Leben

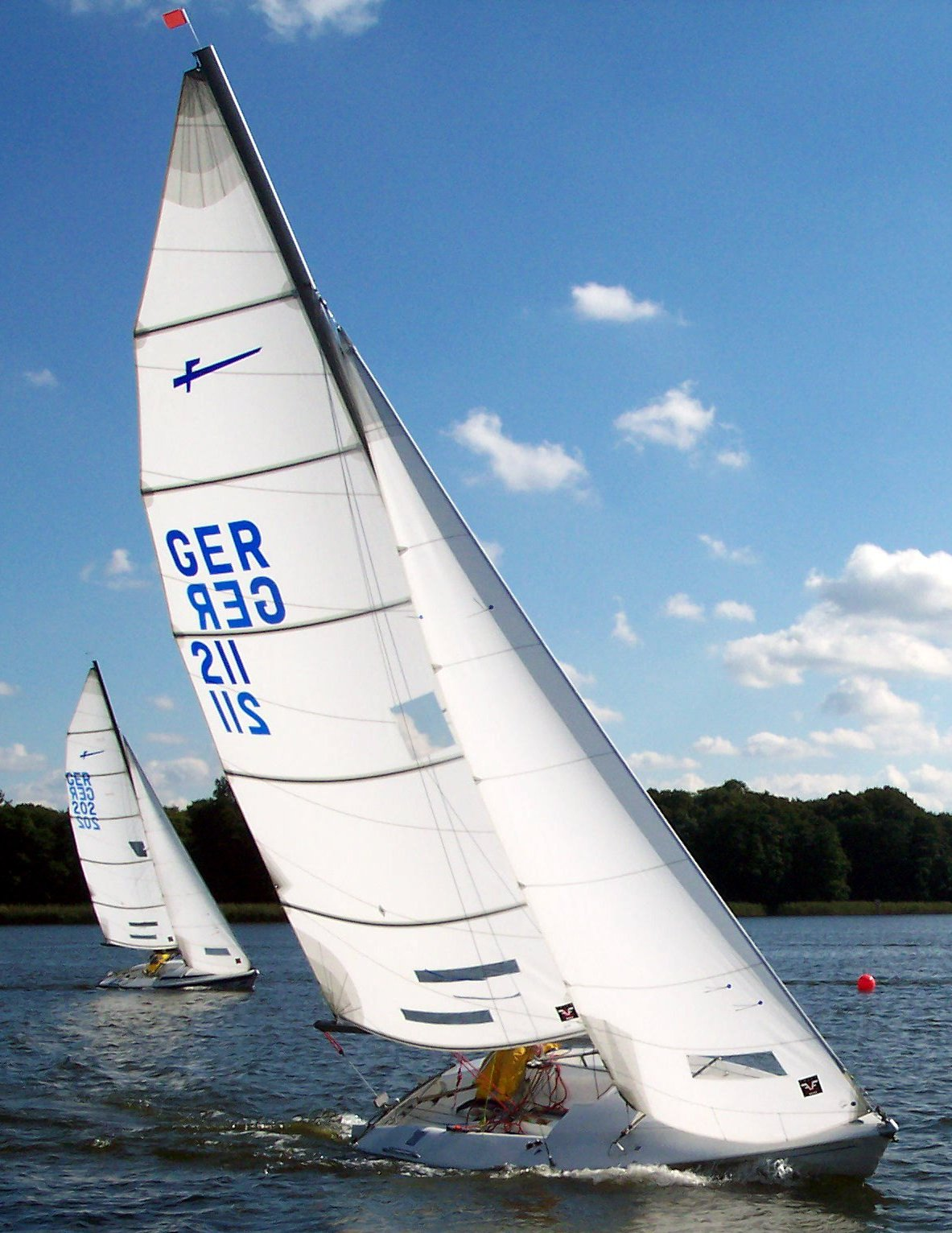
Fighter auf dem Altmühlsee

Seine Grundkenntnisse der strömungsoptimierten Rumpfformen erfuhr er aus der Vermessung von Chiemseefischen. 1964 baute er auf Basis dieser Berechnungen in einer Münchener Tiefgarage den Prototyp des Condor, aus dem später das Kajütboot Condor 55 hervorging.
Seine Werkstatt hatte er viele Jahre in Vilshofen in Bayern. Ein Schlaganfall zwang ihn mit 90 Jahren, die Arbeit in der Werkstatt aufzugeben.

## Innovationen

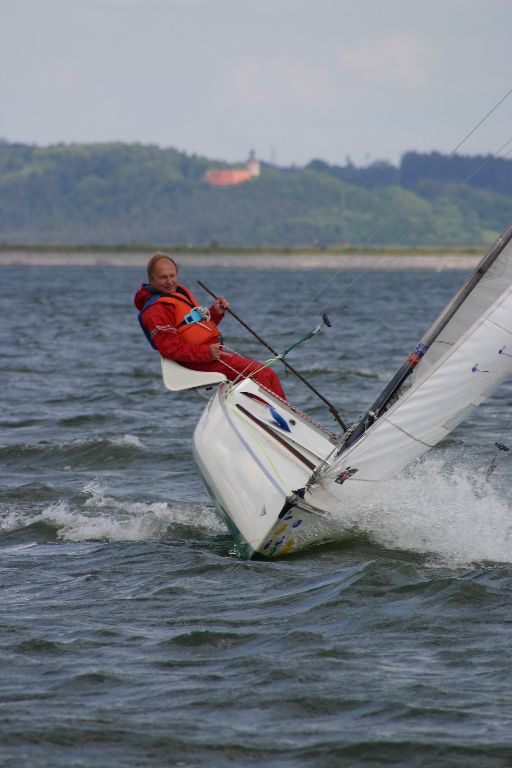
Trimmsitz der Monas

Stöberl setzte sehr früh Carbonmasten ein. Da sportliche Kielboote leicht sein müssen, schäumte Stöberl die Schalen der Schiffe aus und erhielt einen dickwandigen, verwindungsarmen Bootskörper, dessen Polyurethan-Kern trocken ein geringeres spezifisches Gewicht als Balsaholz hat. Bei dieser Methode zieht der in den Booten steckende PU-Schaum auf Dauer Wasser. Dieses verschwindet wieder, wenn das Boot eine Weile an Land steht. Während der Segelsaison wird das Boot daher schwerer, was beim Regattasegeln eine Rolle spielt.
Gute Segeleigenschaften bei geringem Tiefgang erreichte er mit seinen Kimmkielern. Sie haben nur 50 Zentimeter Tiefgang. 1974 stattete er die Monas mit einem ausklappbaren Trimmsitz als Ausreithilfe aus.

## Konstruktionen
Bootskonstruktionen von Stöberl waren:
- 1962: Condor 7 – 7,40-m–Kielboot, 240 mal gebaut[3] – gefolgt vom Condor 55 – 800 mal gebaut, Condor 70 – 350 mal gebaut, Condor 80, Condor 8 und Condor 9
- 1967: Trias – offenes Dreimann-Kielboot – etwa 500 mal gebaut[4]
- 1969: Dyas – offenes Zweimann-Kielboot – mehr als 2000 mal gebaut[5]
- 1970: Quartas – offenes Viermann-Kielboot
- 1974: Monas – offenes Einmann-Kielboot – etwa 500 mal gebaut
- 1975: Jongleur – Zweimann-Hubkielboot
- 1979: Akros – 9,20-m–Kielboot mit Schlupfkajüte – 86 mal gebaut
- 1985: Fighter – Zweimann-Kimmkielboot
- 1996: Delphin – Zweimann-Kimmkielboot, weniger sportlich ausgerichtet als der Fighter
- 1997: Twin – Zweimann-Kimmkielboot
- 2004: Unas – Weiterentwicklung des Delphin für sportlichere Segler
- 2005: Quintas – 12-m-Kielboot als Verbesserung der Akros

## Erfolge der Boote
Mit einer Condor 7, der Solveig III, segelte Rollo Gebhard zweimal einhand um die Welt (1967 bis 1970 und 1975 bis 1979). Dieses Boot konnte im Deutschen Schifffahrtsmuseum in Bremerhaven besichtigt werden.
Die Quartas Gustav Gans und Amigo Nuovo wurden zu Liberas umgerüstet und gewannen 1979 und 1980 die Bodensee-Rundum. Ebenso gewannen die Quartas mit Sepp Hoess 1983 die Centomiglia.